# ان‌جی‌سی ۵۵
ان‌جی‌سی ۵۵ یک کهکشان است که در فاصله ۷ میلیون سال نوری و در صورت فلکی سپر قرار دارد.